# Tumbaga

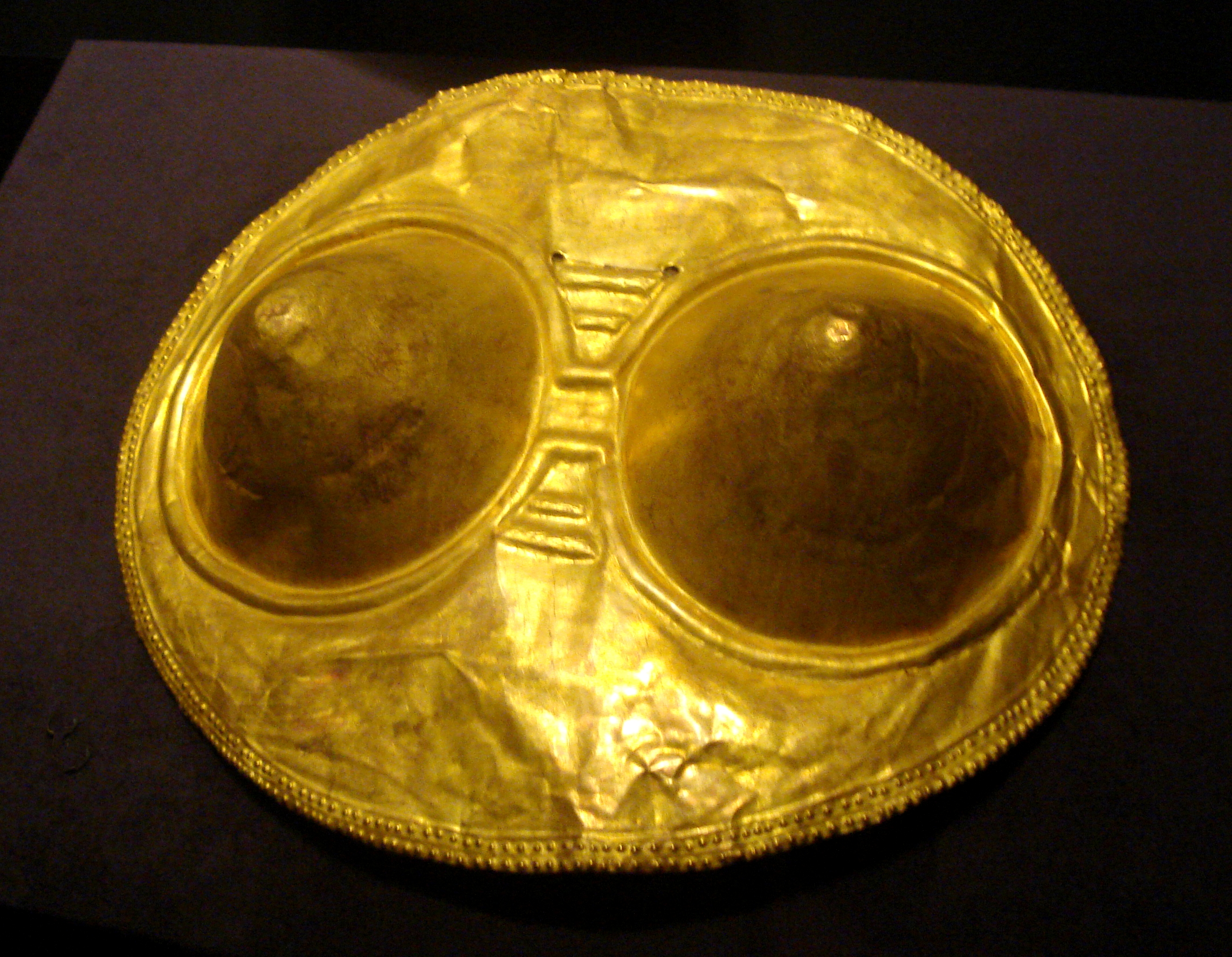
Pektorał z tumbagi, kultura Quimbaya, Muzeum Historii Naturalnej w Chicago

Tumbaga – nazwa nadana przez Hiszpanów stopowi złota i miedzi, używanemu przez złotników kultur prekolumbijskich Ameryki Południowej.
Stop ten zawierał różne proporcje składników w zależności od efektu i koloru, jaki chciano uzyskać. Był używany do wytwarzania różnych przedmiotów ceremonialnych i ozdób. Wykorzystywano go w sztuce złotniczej kultur, w których sztuka ta znalazła się na wysokim poziomie, takich jak Mochica, Chimú, Quimbaya, Tairona czy Tolita z terenów współczesnego Peru, Kolumbii i Ekwadoru.